# Црква Светог Николе у Осојану
Црква Светог Николе је запаљена и оскрнављена црква у Осојану, насељеном месту на територији општине Исток, на Косову и Метохији. Припада Епархији рашко-призренске Српске православне цркве.
Црква посвећена Светом Николи, позната и као Никољац налази се на ливади на брежуљку, у долини реке Кујавче, осам километара југоисточно од Истока. Место Осојане је старо српско село, које се помиње у повељи краља Милутина из манастира Бањска 1314. године.

## Разарање цркве 1999. године
Албански екстремисти су цркву озбиљно оштетили и оскрнавили, након доласка италијанских снага КФОР-а.